# Philip Schaub
Philip Schaub (* 24. Juli 1997) ist ein deutscher BMX-Fahrer. Seine bisher größten Erfolge erzielte er im Pumptrack.

## Sportlicher Werdegang
Seit 2005 ist Schaub im BMX-Rennsport aktiv. sein wertvollster Erfolg als Junior war ein Sieg in der BMX European League in Echichens.  Nach dem Wechsel in die Elite wurde er in der Saison 2019 in Stuttgart Deutscher Meister im BMX-Race.  International blieb er zunächst ohne nennenswerte Ergebnisse, erst in der Saison 2021 kam er im UCI-BMX-Racing-Weltcup erstmals unter die Top 20, in der Saison 2022 erstmals unter die Top 10. Ende 2023 wurde ihm ein Bandscheibenvorfall diagnostiziert, der erfolgreich operiert wurde. Ende April 2024 erreichte er im Weltcup-Rennen von Tulsa erstmals ein Finale und kam auf den vierten Platz. Beim olympischen BMX-Rennen 2024 schied er im Viertelfinale aus und belegte den 21. Rang der Gesamtwertung.
Neben dem BMX-Racing nimmt Schaub an Wettkämpfen im Pumptrack teil, bei denen neben Mountainbikes auch BMX-Räder zugelassen sind. Nachdem er 2019 bei den Pumptrack-Weltmeisterschaften den neunten Platz belegt hatte, wurde er 2021 in Lissabon Vizeweltmeister. Bei den in der Saison 2022 in Heubach Deutschen Meisterschaften im Pumptrack wurde er der erste Deutsche Meister in dieser Disziplin. 2025 gewann er zum zweiten Mal die Deutschen Meisterschaften im BXM-Rennen.

## Erfolge
2019
- Deutscher Meister – BMX-Race

2022
 Weltmeisterschaften – Pumptrack
2022
- Deutscher Meister – Pumptrack

2025
- Deutscher Meister – BMX-Race